# Episodi di Inuyasha (quinta stagione)
La quinta stagione dell'anime Inuyasha (犬夜叉?, InuYasha) comprende gli episodi dal centocinque al centotrenta, per un totale di 26 episodi. La regia generale degli episodi è a cura di Yasunao Aoki e sono prodotti da Yomiuri TV e Sunrise. Gli episodi sono adattati dal manga omonimo di Rumiko Takahashi, e più precisamente agli eventi narrati dal capitolo 241 al 287 dei volumi 25-29. In questa quinta stagione, viene narrato il combattimento tra il gruppo di Inuyasha contro la banda dei sette mercenari, il ritorno in scena di Naraku, nonché l'apparizione de Il bambino. In questa stagione sono presenti quattro episodi non tratti dal manga (di cui due solo parzialmente presi dal fumetto).
È andata in onda in Giappone dal 17 marzo al 27 ottobre 2003 su Yomiuri TV, mentre l'edizione italiana è stata trasmessa su MTV dal 3 ottobre 2006 al 27 marzo 2007.

## Lista episodi
| Nº  | Titolo italiano Giapponese 「Kanji」 - Rōmaji | In onda           | In onda          |
| Nº  | Titolo italiano Giapponese 「Kanji」 - Rōmaji | Giapponese        | Italiano         |
| 105 | Minaccia metallica 「不気味な鋼の重装備」 - Bukimi na hagane no jūsōbi | 17 marzo 2003     | 3 ottobre 2006   |
| 105 | Mentre Kagome, Miroku e Sango sono svenuti avvelenati e prossimi alla morte Ginkotsu ne approfitta per attaccare Inuyasha e con i fili d'acciaio gli impedisce di usare la Cicatrice del Vento. Nel frattempo Shippo porta via i compagni nel tempio che Renkotsu ha requisito, credendo che lui sia un sacerdote del posto. Inuyasha inizialmente in difficoltà riesce a saltare i fili e a sconfiggere Ginkotsu facendolo sprofondare in trappola in una fossa. |                   |                  |
| 106 | Kagome, Miroku e Sango in fin di vita 「かごめ、弥勒、珊瑚、絶体絶命」 - Kagome, Miroku, Sango, zettai zetsumei | 14 aprile 2003    | 10 ottobre 2006  |
| 106 | Inuyasha raggiunge il tempio, ma non si accorge che Renkotsu è uno dei sette poiché è confuso dal forte odore di umani nel luogo, e Renkotsu ne approfitta per saperne di più su Naraku. Nel momento opportuno Ginkotsu da una parte, e Renkotsu dall'altra, attaccano Inuyasha e il tempio va in fiamme: Shippo allora cerca in tutti i modi di salvare i suoi amici. Inuyasha riesce a cavarsela contro i due nemici, ma Renkotsu riesce a rubare i frammenti di Kagome. Nel frattempo Jakotsu si scontra con Koga. |                   |                  |
| 107 | Le prime lacrime di Inuyasha 「初めてみせる犬夜叉の涙」 - Hajimete miseru Inuyasha no namida | 21 aprile 2003    | 17 ottobre 2006  |
| 107 | Kagome, Miroku e Sango sembrano essere ormai morti per il soffocamento delle fiamme e per via del veleno, però grazie a Myoga, che risucchia loro il veleno, il gruppo si salva. Inuyasha viene visto per la prima volta piangere. Kikyo arriva in un villaggio dove c'è un medico che porta un frammento della sfera e si chiama Suikotsu, proprio come uno della banda dei sette, e ciononostante la sua anima è pura. |                   |                  |
| 108 | Il segreto della purezza 「けがれなき光の秘密」 - Kegarenaki hikari no himitsu | 28 aprile 2003    | 24 ottobre 2006  |
| 108 | Kikyo continua a sorvegliare Suikotsu che continua a non dare cenni di malvagità, comunque la sacerdotessa è indebolita dagli effetti del monte Hakurei vicino al villaggio. Jakotsu, Renkotsu e Ginkotsu trasformato in un carro d'assalto, così come il gruppo di Inuyasha, raggiungono il luogo, e solo dopo alcune peripezie si scopre che Suikotsu ha una doppia identità, una di un medico buono, e una di un uomo malvagio dei sette mercenari. |                   |                  |
| 109 | Il monte nella nebbia 「霧に隠れた白霊山へ向かえ」 - Kiri ni kakureta hakureizan e mukae | 5 maggio 2003     | 31 ottobre 2006  |
| 109 | Inizia lo scontro tra i quattro mercenari e il gruppo di Inuyasha. Suikotsu comunque non riesce ancora a mantenere perfettamente il suo animo malvagio a causa della barriera sacra del monte Hakurei, così la lotta viene interrotta. Anche Kikyo ha problemi con la barriera, così si fa lasciare indietro. |                   |                  |
| 110 | Il primo dei sette 「七人隊の首領 蛮骨登場」 - Shichinintai no shuryō Bankotsu tōjō | 12 maggio 2003    | 7 novembre 2006  |
| 110 | I mercenari raggiungono il loro capo, Bankotsu. Il boss ha intenzione di riprendersi la sua alabarda, Banryu, custodita nel forte dell'esercito che uccise i sette. La squadra dei sette assalta il castello e compie la vendetta. Koga raggiunge i sette e inizia a combattere; Inuyasha e gli altri si aggiungono allo scontro. |                   |                  |
| 111 | Scontro finale 「激突！ 蛮竜VS風の傷！」 - Gekitotsu! Banryū vs Kaze no Kizu! | 19 maggio 2003    | 14 novembre 2006 |
| 111 | Ogni membro delle due fazioni si sceglie un avversario e inizia il combattimento. Renkotsu tenta senza successo di eliminare Kagome per paura che il suo capo venga a scoprire che si è tenuto i frammenti per sé. Inuyasha usa la Cicatrice del Vento ma Ginkotsu gliela devia, comunque il colpo scheggia la Banryu di Bankotsu, così i Saimyosho richiamano all'ordine i sette che fuggono aiutati da un simulacro di Naraku, poiché Kanna in una sua previsione ha previsto la rottura dell'alabarda. Kohaku li accoglie e informa loro del nuovo obiettivo; Sesshomaru. Kanna intanto dice a Bankotsu di potenziare l'alabarda, così Bankotsu reclama i frammenti da Renkotsu che glieli cede. |                   |                  |
| 112 | La barriera dell'isola lacustre 「湖面に浮かぶ聖島の結界」 - Komen ni ukabu hijiri jima kekkai | 26 maggio 2003    | 21 novembre 2006 |
| 112 | Il gruppo di Inuyasha investiga sullo strano simulacro puro di Naraku e finisce nell'isola di Hijiri. Qui incontrano Shintaro, il figlio del capo villaggio che vuole raggiungere il tempio del monaco Hakushin ai piedi della montagna per scoprire come mai suo padre non torna da quindici giorni. Arrivati sul posto trovano lo scheletro dell'uomo, il tempio danneggiato e senza trovare la mummia di Hakushin (Sokushinbutsu), ad aspettarli c'è Bankotsu con Banryu potenziata dai frammento. D'altro canto Inuyasha non può utilizzare la Cicatrice del Vento a causa di una barriera generata da uno scettro sacro che limita il potere demoniaco di Tessaiga. |                   |                  |
| 113 | Lo scettro sacro e il mistero del budda vivente 「聖なる独鈷と即身仏の謎」 - Sei naru dokko to sokushinbutsu no nazo | 2 giugno 2003     | 28 novembre 2006 |
| 113 | Grazie a Miroku e a Shintaro, che hanno rimosso la barriera sull'isola Hijiri generata dallo scettro sacro, Inuyasha può utilizzare i poteri di Tessaiga, ma Bankotsu sfruttando i due frammenti in Banryu riesce a tenere testa a Inuyasha. Durante il combattimento lo scettro autonomamente, per volere del monaco Hakushin, si fionda su Tessaiga annullando la trasformazione della spada, allora Kagome scocca una freccia sacra decomponendo il braccio di Bankotsu che viene teletrasportato via dallo scettro. Sango e Miroku si recano in perlustrazione sul monte Hakurei, poiché essendo umani non risentono della barriera. |                   |                  |
| 114 | La battaglia solitaria di Koga 「鋼牙の孤高なる戦い」 - Kōga no kokō naru tatakai | 9 giugno 2003     | 5 dicembre 2006  |
| 114 | Koga, alla ricerca dei sette, viene attaccato da Renkotsu e Ginkotsu, che sfruttano la barriera a loro favore riuscendo a ferire il demone-lupo alle gambe. Koga però astutamente riesce a farli allontanare dalla barriera e a colpirli ferendo Renkotsu al petto e inserendo un pezzo della sua armatura in una canna del cannone di Ginkotsu che così si auto-danneggia. Ginkotsu, per salvare il compagno, si fa esplodere mettendo in fin di vita Koga e permettendo a Renkotsu di fuggire consegnandogli il suo frammento. Intanto Jakotsu e Suikotsu si recano ad attaccare Sesshomaru. |                   |                  |
| 115 | La luce nera 「吸い込まれる黒い光」 - Suikomareru kuroi hikari | 16 giugno 2003    | 12 dicembre 2006 |
| 115 | Kikyo e Bankotsu si incontrano e nel frattempo Sesshomaru viene attaccato da Suikotsu e Jakotsu; in un atto fortuito i due mercenari riescono a rapire la piccola Rin. Suikotsu conduce Rin al villaggio degli orfanelli ai piedi della montagna e sembra apparentemente essere tornato il medico buono ma, quando la gente del villaggio si avvicina a lui, Suikotsu li uccide senza pietà manifestando di essere totalmente retto dalla parte malvagia, tuttavia non riesce ancora a uccidere i bambini. |                   |                  |
| 116 | Conflitto di anime 「さらけだされた真実の顔」 - Sarakedasareta shinjitsu no kao | 23 giugno 2003    | 19 dicembre 2006 |
| 116 | Sesshomaru raggiunge i non-morti che nel frattempo si sono avvicinati di più alla montagna in modo da indebolire il demone grazie al potere della barriera. Difatti anche se Sesshomaru sembra non risentirne in realtà i suoi movimenti sono molto più lenti, così deve affrontare Jakotsu e nel frattempo tenere a bada Sukotsu poco più dietro pronto a tagliare la gola a Rin; Sesshomaru con un attacco combinato riesce a ferire i due mercenari e Kikyo, che nel frattempo si era avvicinata, colpisce il frammento nel collo di Suikotsu con una freccia sacra. Jakotsu taglia la gola al compagno morente e si riprende il frammento per poi fuggire via. |                   |                  |
| 117 | Il fiume di fiamme 「炎の川に消えたアイツ」 - Honō no kawa ni kieta aitsu | 30 giugno 2003    | 26 dicembre 2006 |
| 117 | Renkotsu è deciso a impossessarsi dei frammenti di Koga per diventare più forte di Bankotsu, allora butta olio nel fiume vicino alla grotta in cui Koga è ancora convalescente e lo incendia in modo che nessuno possa fuggire. Così colpisce Inuyasha (che nel frattempo aveva consegnato la sua veste di Hinezumi a Kagome) con i suoi cannoni ed entra nella grotta, ma qui Koga fingendosi morto lo colpisce di sorpresa e Inuyasha arriva alle sue spalle. Renkotsu però fa esplodere alcuni candelotti di dinamite in un attacco suicida. Il mercenario salvo incontra Bankotsu e gli mente non rivelandogli di possedere il frammento di sfera di Ginkotsu. Miroku e Sango trovano un cunicolo che fa da ingresso per l'interno del monte, dove c'è Kagura ad attenderli. |                   |                  |
| 118 | Nei meandri dell'Hakurei 「白霊山の奥の奥」 - Hakureizan no oku no oku | 7 luglio 2003     | 2 gennaio 2007   |
| 118 | Miroku e Sango trovano Kagura con un'armata di demoni. Sango vede Kohaku e si distrae venendo investita dal suo stesso Hiraikotsu sospinto dal vento di Kagura, provocandole la perdita dei sensi. Miroku per proteggere la sua amata aspira i demoni appresso ai Saimyosho avvelenandosi fino al limite. Intanto Jakotsu consegna il frammento di Suikotsu al suo capo mentre Inuyasha si dirige sul monte e si imbatte in Renkotsu che lo fa precipitare di petto sulla barriera. Essendo un mezzo-demone non viene purificato a morte ma perde comunque la forza demoniaca diventando un normale umano; a quel punto sopraggiunge Jakotsu inviato da Renkotsu che brama il suo frammento. Miroku e Sango si salvano grazie al potere purificatore della barriera essendo vicini all'uscita della montagna sacra. |                   |                  |
| 119 | Il santo e il demone 「神々しい悪意の聖者」 - Kōgōshii akui no seijya | 14 luglio 2003    | 9 gennaio 2007   |
| 119 | Jakotsu insegue Inuyasha in forma umana e lo ferisce ripetutamente divertendosi a torturarlo. Sango e Miroku raggiungono la parte più pura all'interno del monte Hakurei e trovano il monaco Hakushin, colui che tiene in vita la barriera santa. Hakushin racconta che dopo avere dedicato la vita ad aiutare la gente ha deciso di diventare un buddha vivente, ma quando era sul punto di morire in lui è arrivata la paura ed è morto con quei pensieri. Naraku allora ha fatto leva sulla sua anima per portarlo dalla sua parte. Miroku passa al contrattacco usando il Vortice del Vento, così la barriera del monaco si deforma indebolensosi significativamente. Grazie a questo Inuyasha riottiene la forza demoniaca, ma viene bloccato dalle lame di Jakotsu pronto a essere mutilato. |                   |                  |
| 120 | Requiem per un mercenario 「さよなら蛇骨の鎮魂歌」 - Sayonara jakotsu no chinkonka | 28 luglio 2003    | 16 gennaio 2007  |
| 120 | Inuyasha, bloccato dalle lame della Jakotsuto, scaglia la Cicatrice del Vento su Jakotsu lasciandolo in fin di vita. Renkotsu allora gli strappa il frammento di sfera uccidendolo e si dirige fuori dalla montagna dove ad aspettarlo c'è Bankotsu che lo ammazza senza pietà, dopo avergli mostrato la differenza abissale che c'era tra i due e rinfacciandogli di avere tradito i suoi compagni. Kikyo trova il monaco Hakushin, che si era allontanato dal monte, e riesce a placare la sua anima permettendogli di trascendere serenamente. Così la barriera santa sul monte Hakurei svanisce del tutto e riaffiora la presenza della Sfera incompleta e di Naraku. Inuyasha vorrebbe raggiungerlo, ma prima deve vedersela con Bankotsu. |                   |                  |
| 121 | L'ultimo dei sette 「決戦！ 最強最後の七人隊」 - Kessen! Saikyō saigo no shichinintai | 4 agosto 2003     | 23 gennaio 2007  |
| 121 | Inuyasha e Bankotsu iniziano a battersi e il mezzo-demone nota subito la forza aumentata dai frammenti della sfera del mercenario; quest'ultimo allora gli racconta del suo primo incontro con Naraku. Dal mnonte privo della barriera cominciano a uscire i demoni e inizia a manifestarsi l'aura di Naraku, così Koga e Kagome, dopo averne uccisi alcuni, si dirigono sull'Hakurei. Miroku e Sango, dopo avere scorto il volto di Naraku, ritrovano Kagura, ma la donna li fa sprofondare in un burrone. Intanto Inuyasha riesce a strappare due frammenti dal braccio di Bankotsu, così i due iniziano a battersi a mani nude. Pur essendo un essere umano Bankotsu sembra avere la meglio con i pugni. |                   |                  |
| 122 | Battaglia finale sul monte Hakurei 「強烈蛮竜 白霊山の死闘」 - Kyōretsu banryū Hakurei-zan no shitō | 11 agosto 2003    | 30 gennaio 2007  |
| 122 | Inuyasha è in difficoltà contro Bankotsu, che lo colpisce ripetutamente a mani nude. Nel frattempo Miroku e Sango giungono sul fondo del monte e, tra la carcasse di demoni che Naraku ha usato per rigenerare il suo corpo, trovano anche alcune strane masse informi di carne. Quando Inuyasha sembra sul punto di essere sconfitto abilmente strappa altri tre frammenti dal collo dell'avversario. Bankotsu racconta che, non possedendo alcun tipo di potere occulto, decise di fare un voto sulla lama; bagnando la lama del sangue di mille umani e mille demoni (uccidendo gli ultimi lì nell'Hakurei) la sua Banryu è divenuta un'arma demoniaca aumentandone il potere a dismisura. Facendo così però concede a Inuyasha la possibilità di usare il Bakuryuha che lo uccide definitivamente. A questo punto si attiva tutto il monte e Koga viene inglobato dal terreno. |                   |                  |
| 123 | Il nuovo Naraku 「暗闇の先に新生奈落」 - Kurayami no saki ni shinsei Naraku | 18 agosto 2003    | 6 febbraio 2007  |
| 123 | Inuyasha viene immobilizzato da una colonna di carne e lanciato verso l'alto, dove giungono anche gli altri, e finalmente Naraku si mostra con il solo viso. Dopo alcuni scambi di battute i tentacoli di Naraku strappano i quattro frammenti rimasti a Bankotsu (due in Banryu e due nel corpo) e cinque presi da Inuyasha, fondendoli con il suo pezzo di sfera incompleto, dando il via alla creazione del nuovo corpo (Miroku nota subito l'elevatissima aura demoniaca) protetto da una barriera. Inuyasha si libera dalla carne che lo avvolgeva e richiama Tessaiga scagliandogli la Cicatrice del Vento, ma Naraku non solo blocca la tecnica con la barriera ma la respinge intrappolando la corrente e generandone una inesauribile che vaga per tutto il monte senza mai fermarsi. Kagome perciò nota che Koga si trova nella superficie più bassa della barriera e con una freccia sacra riesce a interrompere la corrente e fare sprofondare il demone-lupo. Kikyo nel frattempo nota Kagura che trasporta qualcosa in grembo. Mentre il gruppo tenta di riprendere Koga Naraku si appresta a lasciare il monte in fase di decadimento. |                   |                  |
| 124 | Addio, mia amata Kikyo 「さらば愛しき桔梗よ」 - Saraba itoshiki Kikyō yo | 25 agosto 2003    | 13 febbraio 2007 |
| 124 | Kagome e gli altri escono dal monte, mentre Inuyasha si precipita a salvare Koga privo di sensi dal suolo del monte. Intanto Naraku raggiunge Kikyo e la sacerdotessa capisce fin dall'inizio che la creazione di un corpo più potente non era il solo obiettivo di Naraku: il mezzo-demone le racconta che l'incontro con Kansuke non è stato casuale ma che faceva tutto parte di un suo piano per farla avvicinare all'Hakurei. Naraku colpisce Kikyo alla spalla ferendola gravemente, dimostrandole che adesso non è più vittima dell'anima di Onigumo che gli impediva di ucciderla, così Kikyo capisce che probabilmente ciò che Kagura portava in grembo era l'anima del brigante. Naraku sferra il colpo di grazia a Kikyo facendola precipitare in un fiume di acido, apparentemente uccidendola; alle sue spalle però arriva Sesshomaru e dopo un breve scambio di battute lo attacca con Tokijin. Naraku però respinge l'attacco e sopravvive ai colpi fuggendo. Sesshomaru capisce che Naraku ha solo voluto testare il suo nuovo corpo. Inuyasha arriva sul luogo e apprende con disperazione la morte di Kikyo.                        |                   |                  |
| 125 | L'oscurità di Kagome 「かごめの心の闇」 - Kagome no kokoro no yami | 1º settembre 2003 | 20 febbraio 2007 |
| 125 | Inuyasha cerca il cadavere di Kikyo senza successo; Koga invece si allontana per andare alla ricerca di Naraku. Intanto i demoni usciti dal monte Hakurei hanno sterminato alcuni paesani di un villaggio. Il gruppo di Inuyasha incontra un anziano che compiendo un viaggio spirituale racconta di avere trovato nel suo cammino una sacerdotessa morente. La banda capisce che sicuramente si tratta di Kikyo e Inuyasha corre a salvarla, mentre poco dopo Kagome, Miroku e Sango vengono fatti prigionieri dai soldati di una principessa che fa scortare Kagome nel suo forte. In questo forte è presente il cadavere dell'anziano e Kagura che lo manovrava con la sua danza dei morti. La principessa era anch'essa un fantoccio manovrato da Il bambino che vuole ottenere gli occhi di Kagome per trovare i frammenti restanti e perciò trova una macchia nella sua anima per corromperla. |                   |                  |
| 126 | Dal dolore nasce il coraggio 「心の痛みを勇気にかえろ」 - Kokoro no itami o yūki ni kaero | 8 settembre 2003  | 27 febbraio 2007 |
| 126 | Il bambino usa il suo potere di scorgere gli animi per suggestionare Kagome usando la sua gelosia nei confronti di Kikyo e l'odio nei confronti di Inuyasha per averla lasciata sola ancora una volta per correre dalla sacerdotessa. Nel frattempo Miroku e Sango si liberano e iniziano a lottare contro i soldati facendo attenzione a non ucciderli. Inuyasha incontra Shippo e intuisce la trappola. Kagome fa resistenza e alla fine respinge la suggestione del bambino. Inuyasha e gli altri raggiungono il luogo e salvano Kagome, così chiedono l'identità del bambino; egli spiega che lui in realtà non è Onigumo e che l'anima del brigante si trova ancora nel suolo dell'Hakurei. Inuyasha, in preda la rabbia, lancia la Cicatrice del Vento ma il bambino (in braccio a Kagura) genera la barriera e respinge il colpo fuggendo via. Inuyasha promette a Kagome di non lasciarla mai più sola per Kikyo, ma lei manifesta scetticismo, ma spiegando che è una cosa del tutto normale. |                   |                  |
| 127 | Proibito bollire i demoni secchi 「煮ちゃダメ！ 恐怖の干物妖怪」 - Nichadame! Kyōfu no himono yōkai | 15 settembre 2003 | 6 marzo 2007     |
| 127 | Kagome si prende una pausa tornando nella sua epoca, mentre il gruppo si interroga sul motivo per cui Naraku abbia voluto ottenere gli occhi di Kagome per trovare i frammenti, rendendosi conto che probabilmente c'è un frammento che nemmeno lui riesce a trovare. Difatti Naraku si rivolge a Mimisenri (un demone capace di sentire qualunque cosa e a qualunque distanza) per conoscere la locazione dell'ultimo frammento della sfera. Intanto Kagome deve fare fronte a impegni ricevuti dalle sue amiche per il festival culturale e ai demoni secchi portati nella sua era. |                   |                  |
| 128 | Battaglia contro i demoni secchi al festival culturale 「干物妖怪と激闘文化祭」 - Himono yōkai to gekitō bunkasai | 13 ottobre 2003   | 13 marzo 2007    |
| 128 | I pezzi di carne dei demoni secchi bolliti prendono vita (proprio come aveva detto Sango) e Kagome senza saperlo li usa per il festival culturale, così lei e Inuyasha devono scovarli e distruggerli al festival. Kagome all'ultimo atto teatrale in cui interpreta la protagonista si ritrova con Inuyasha e uno dei demoni sul palco, con Hojo presente, così deve improvvisare per fare credere agli spettatori che fa tutto parte dello spettacolo. Mimisenri riferisce a Naraku che l'ultimo frammento della sfera si trova tra il confine fra questo e l'altro mondo. |                   |                  |
| 129 | Le spose rapite di Chokyukai 「猪九戒と略奪された花嫁」 - Chokyukai to ryakudatsusareta hanayome | 20 ottobre 2003   | 20 marzo 2007    |
| 129 | Il gruppo di Inuyasha si imbatte in Chokyukai, un demone cinghiale discendente di Cho Hakkai, assieme ai suoi due discepoli, una scimmietta e un kappa, anch'essi discendenti di Son Goku e Sha Gojo. Chokyukai rapisce le giovani donne illibate di un villaggio e usa un diadema magico che fa ammaliare qualunque persona. |                   |                  |
| 130 | La tecnica segreta di Shippo 「吠えろ七宝奥義 心の傷！」 - Hoeru Shippō ōgi kokoro no kizu | 27 ottobre 2003   | 27 marzo 2007    |
| 130 | Mentre la banda si ferma in un villaggio per annientare un demone Shippo fa la conoscenza di una bambina e poi di cinque piccoli kitsune che equivocamente credono che Shippo sia a conoscenza di una potente tecnica, avendo visto la Cicatrice del Vento di Inuyasha abbattere un demone e pensando che l'avesse scagliata il demone volpe. |                   |                  |